# Aaron Klein
Aaron Klein är en amerikansk författare, mellanösternkorrespondent, kolumnist för The Jewish Press och värd för en talkshow på radio. Han är bland annat känd för att intervjua politiska personer från Mellanöstern på WABC (AM). Han deltar också ofta i John Batchelors talkshow på radio och har skrivit tre böcker. 